# Ummugulsum
Ummugulsum Rasulzadeh (en azerí: Ümmügülsüm Rəsulzadə) o Ummugulsum Sadygzadeh (Ümmügülsüm Sadıqzadə; 1899, Novjany – 1944, Shamaji) fue un poeta azerbaiyana.
Era hermana de Muhammad Ali Resulzadeh, uno de los fundadores del Partido Musavat, y prima y cuñada de Mammad Amin Rasulzadeh, quien fue presidente del Partido Musavat y del Consejo Nacional de la República Democrática de Azerbaiyán.

## Biografía
Ummugulsum nació en 1899 en el pueblo de Novjany, en una familia religiosa, como hija de Abdulaziz. Aprendió árabe y persa de su padre en casa.
Comenzó a escribir poesía en 1908.  Sus poemas e historias se publicaron en periódicos y revistas como İqbal, Yeni iqbal, Açıq Söz, Qurtuluş, Dirilik, Məktəb, Qardash köməyi, Azərbaycan. En 1914, sus cuentos comenzaron a publicarse en la prensa y en 1915, su cuento Solğun çiçək recibió un premio en el concurso abierto por la revista Qurtuluş.
Escribió poemas sobre el establecimiento de la República Democrática de Azerbaiyán en 1918-1920: Türk ordusuna, Ey türk oğlu!, Çəkil, dəf ol!, Əsgər anasına, Dərdli nəğmə, Yurdumuzun qəhrəmanlığına, Yollarını bəklədim. Después de la ocupación de abril, escribió los poemas Hicran y Bayrağım enərkən. Escribió el poema Bayrağım enərkən el 3 de mayo de 1920, sobre la retirada de la bandera de Azerbaiyán del edificio del parlamento. Estos poemas se distribuyeron ampliamente entre los inmigrantes políticos azerbaiyanos en Turquía en las décadas de 1920 y 1930. Después de la ocupación, se mudó a Jizi con su familia.
Cuando su marido Seyid Hussein fue arrestado en 1937, Ummugulsum también fue encarcelada como "la esposa del enemigo del pueblo". Su domicilio fue registrado y sus bienes confiscados. Sus escritos fueron prohibidos durante su estancia en prisión. Mientras estaba en la prisión de Bayıl, escribió una memoria titulada Qala xatirələrim. Después de estar detenida durante varios meses en la prisión de Bayil, fue sentenciada a 8 años de prisión y enviada al campo de trabajos forzados de Temlag en la República Socialista Soviética Autónoma de Mordovia.
En 1943, Ümmügülsüm se dirigió al Comisariado del Interior del Pueblo de la URSS y pidió su liberación. Salió de prisión en abril de 1944. Después de vivir en Bakú durante unos días, no se le permitió residir en la ciudad,  por lo que se mudó a Shamaji . Vivió en Shamaji durante unos meses y murió en septiembre de 1944 a la edad de 45 años. Fue enterrada en el cementerio de Shahandan.